# Thomas Ebendorfer
Thomas Ebendorfer (10. srpna 1388 Haselbach u Niederhollabrunnu – 12. ledna 1465 Vídeň) byl rakouský církevní hodnostář a diplomat, autor latinských kronik.

## Život
Thomas Ebendorfer se narodil 10. srpna 1388 v dolnorakouském Haselbachu. Dostalo se mu dobré výchovy díky péči bohatých příbuzných. V roce 1408 začal svá studia na univerzitě ve Vídni ve svých dvaceti letech. Již na konci roku 1409 se stal bakalářem a 21. března 1412 obdržel magisterský grad, jakožto magister svobodných umění. Jeho bohoslovecká studia však byla o poznání delší. Ebendorfer byl přijat ad cursus  již v roce 1417, ale jako bakalář byl kancléři prezentován až v roce 1428.
V době svých studentských let se spřátelili s odeset let mladším vévodou Albrechtem V. a také se  seznámil s Achazem I. z rodiny Kuenringů. Oba dva mu dopomohli k zajištění jeho existence, ale také k následnému společenskému vzestupu. V roce 1424 selhal pokus o jeho jmenování farářem v Kremži, což mělo pravděpodobně spojitost s jeho komplikovaným vysvěcením, o jehož datu ani průběhu se sám Ebendorfer v žádných svých spisech nezmiňuje. Až v roce 1427 vyšel pokus o dosazení na pozici kanovníka u sv. Štěpána.
Ve třicátých letech 15. století Ebendorfer uplatňuje své znalosti a schopnosti zejména jako diplomat a poradce. Ve službách Albrechta V. se angažoval v jednání s českými husity, později i při dojednávání Basilejských kompaktát, kde se projevil jako rozhodný zastánce neústupného přístupu vůči utrakvistům.  Následně se v roce 1439 stal poradcem Albrechtova nástupce, budoucího císaře Fridricha III., kterého doprováel při jeho korunovaci v Cáchách a nebo při jednáních se vzdoropapežem Felixem V.
Ve polovině 40. let pak došlo k odcizení s Fridrichem III. pro jejich rozdílné postoje v otázce vztahu papežství a koncilu. V roce 1351 pak odcestoval jako diplomat do Itálie. Při této misi navštívil nejen Řím, ale také se dostal do prostředí italských humanistů, jejichž myšlenky na něm však nezanechaly hlubší stopu. Ebendorfer pak byl přímým svědkem dynastických sporů, které vyvstaly okolo osoby Ladislava Pohrobka a připravily rod Habsburků o českou a uherskou královskou korunu. V této době se věnoval své literární tvorbě. Bez větších úspěchů se také pokusil o zásahy do politiky. Nakonec zemřel 12. února 1464 a pohřben byl v Perchtoldsdorfu, kde po třicet let sloužil jako farář.
V jeho dílech je patrné jeho teologické vzdělání a křesťanská víra je jedním z ústředních motivů jeho děl. Vzhledem k jeho původu je pro něj typický i empatický pohled venkovské obyvatelstvo.

## Dílo

### Chronica Austriae
Kronika měla být původně pouze kapitolou Ebendorferova předchozího díla Chronica regum Romanorum, jehož sepsáním byl Thomas Ebendorfer pověřen na popud císaře Fridricha III. pravděpodobně v roce 1452. Samotné shromažďování podkladů mu ovšem zabralo poměrně dlouhou dobu a začal tedy psát až v roce 1459 a relativně rychle jej dokončil v roce 1461. Drobné úpravy však dodělával až do roku 1463. Samotná historie Rakouska měla být původně sedmou kapitolou, ale pro svůj přílišný rozsah byla z původní kroniky vyčleněna a stala se samostatným dílem.
Kniha je strukturována do tří chronologicky řazených částí. První je období od pravěku až po přijetí křesťanství, druhá je epochou před nástupem Habsburků a třetí se pokračuje až do doby života Thomase Ebendorfera. Prolog je patrně mladší a má vyznění pamfletu na obranu Rakouska. Čtvrtá část kroniky má v podstatě deníkovou podobu a neobsahuje celistvý závěr. Původně měla být věnována životu Ladislava Pohrobka, ale s jeho brzkou smrtí ztratila původní smysl.
Z textu je patrné, že autor znal nejen biblické texty a patristické spisy, ale také byl seznámen s tehdy dostupnou antickou literaturou. Pro Ebendorfera, stejně jako pro mnoho autorů středověku, je typická příležitostná fabulace a konstruování děje při mlčení pramenů. I přesto je ale děj kroniky opřen o slušnou pramennou základnu, kterou Ebendorfer v 50. letech 15. století nasbíral.
O novodobou edici kroniky včetně úvodní studie se zasloužil Alphons Lhotsky, který ji vydal v roce 1967.

### Další díla
- Diarium gestorum concilii Basileensis pro reductione Bohemorum[3]
- Chronica regum Romanorum[4][5]
- Diarium sive Tractatus cum Boemis (1433–1436)[6]
- Catalogus praesulum Laureacensium et Pataviensium[7]

- Historia Jerusalemitana[8]
- Tractatus de schismatibus[9]

- Chronica pontificum Romanorum[10]